# Zespół mieszkaniowy przy ul. Wspólnej 51–61 w Poznaniu

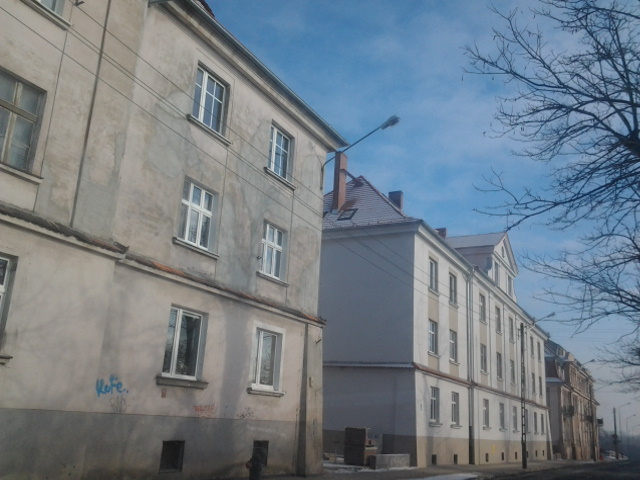
Widok od zachodu

Zespół mieszkaniowy przy ul. Wspólnej 51–61 – zespół budynków mieszkalnych, zbudowany w 1925 na Wildzie w Poznaniu, według projektu Stanisława Fertnera, Kazimierza Rucińskiego i Stanisława Kirkina.
Stylistyka domów była owocem dążenia do repolonizacji architektury miejskiej Poznania po okresie zaborów i nawiązuje do małomiasteczkowych polskich kamienic z przełomu XVIII i XIX wieku. Symetryczne fasady, tympanony i czterospadowe dachy, decydują o specyficznej formie pierzei ulicy Wspólnej na tym odcinku.
W sąsiadującym rejonie miasta znajdują się także inne wartościowe kompleksy mieszkaniowe, np. kolonia kolejowa przy pl. Lipowym, kolonia mieszkaniowa przy ul. Wspólnej i Tokarskiej, czy tzw. Osada.